# 87 Pegasi
87 Pegasi är en gul jätte i stjärnbilden Pegasus.
87 Pegasi har visuell magnitud +5,56. Den befinner sig på ett avstånd av ungefär 285 ljusår.